# 布拉瑟山

47°6′23″N 11°24′42″E / 47.10639°N 11.41167°E

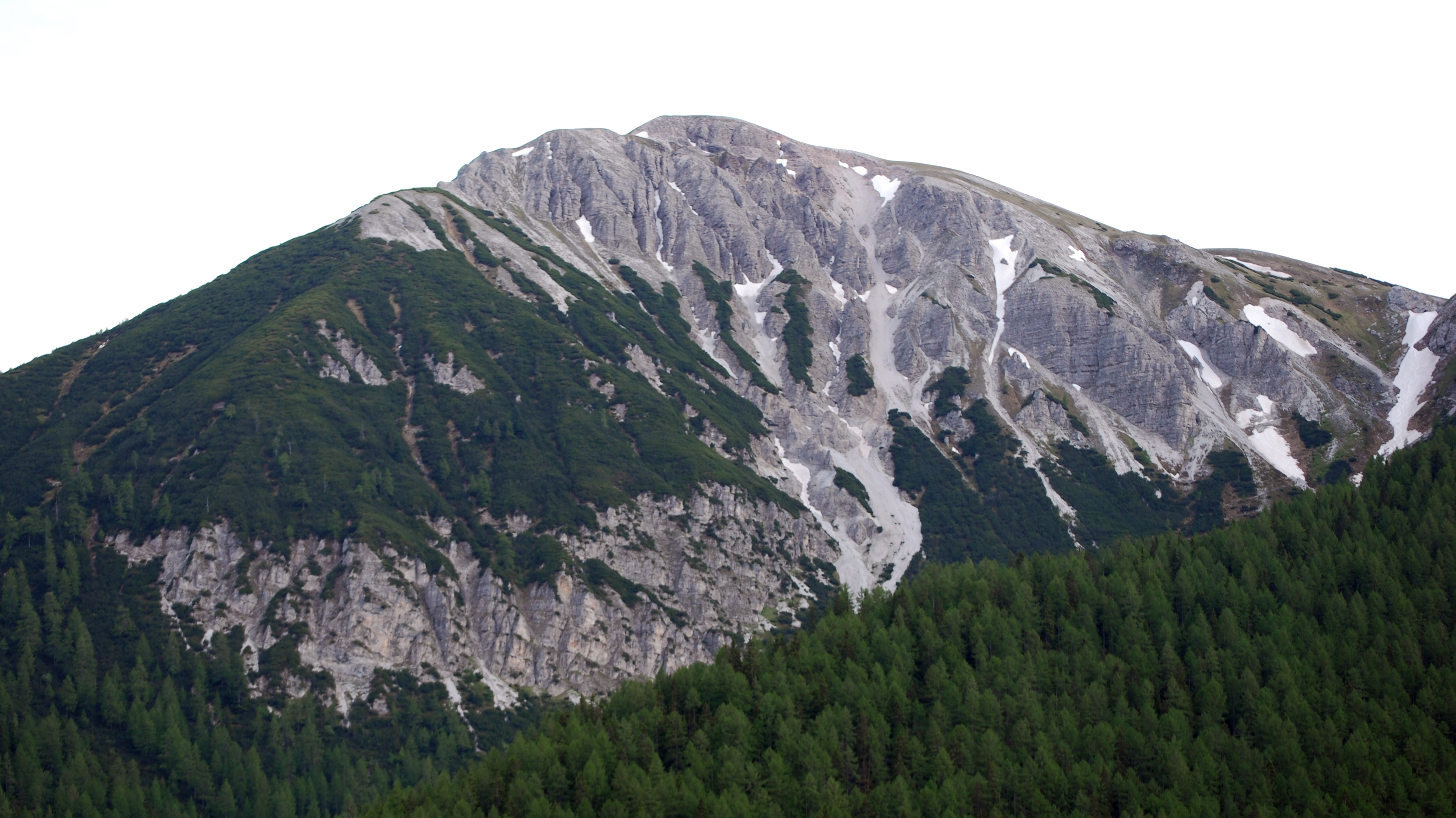

布拉瑟山（德語：Blaser），是奧地利的山峰，位於該國西部，由蒂羅爾州負責管轄，屬於斯圖拜阿爾卑斯山脈的一部分，海拔高度2,241米，每年平均降雨量1,666毫米。